# Арда Армянская
Арда (арм. Արդա) — первая королева Иерусалимского царства, жена короля Балдуина I Иерусалимского.
Арда Армянская стала первой королевой Иерусалима, поскольку предшественник Балдуина, его брат Готфрид Бульонский, не состоял в браке.

## Имя и происхождение
Имя королевы не зафиксировано в современных источниках, однако итальянский ученый XVII - XVIII веков. Себастьяно Паоли, обрабатывавший записи мальтийских рыцарей, уже называет её Ардой в своей работе 1733 года. Современные источники, посвященные истории крестовых походов, традиционно называют её этим именем. Французский историк Жерар Дедеян утверждает, что первоначальное имя армянской дворянки могло быть греческим Арете (Αρετη), означающим «добро, добродетель, благородство». Она была дочерью армянского дворянина по имени Татул (или Торос), лорда Эдессы.

## Замужество с Балдуином

### Период в Эдессе
Во время Первого крестового похода, имея при себе 200 рыцарей и примерно столько же пеших воинов, Балдуин выступил на Эдессу. Христианское население окрестных земель сначала восторженно приветствовало его, поднимая мятежи и изгоняя небольшие мусульманские гарнизоны из крепостей.
Узнав о приближении крестоносцев, правитель Эдессы, армянский князь Торос, призвал Балдуина на помощь против мусульман, угрожавших захватом города. Тот охотно откликнулся на призыв и с небольшим (80 всадников) отрядом прибыл в Эдессу, где его приняли с воодушевлением. Торос предложил Балдуину стать наёмником на его службе, однако европейский барон потребовал в обмен на защиту Эдессы признание себя законным наследником Тороса и половину всех доходов с города. Торос был вынужден уступить. Чтобы законно закрепить это, в 1097 году, после смерти первой жены Балдуина, Годехильды де Тосни, которая путешествовала с ним во время крестового похода, женился на Арде, единственной дочери Тороса. Князь Эдессы обещал зятю 60 000 безантов как приданое. В результате этого брака Балдуин стал первым графом Эдессы.
Из-за того, что Балдуина интересовал исключительно титул, а брак был обсуловлен политическими мотивами, Балдуин и Арда были взаимно противны друг другу, и детей у них так и не родилось.
В конце 1098 года армяне Эдессы устроили заговор против своего нового франкского владыки, используя связи в Мараше для обеспечения поддержки от марашских армян. После обряда венчания Балдуина с Ардой армянские повстанцы, которых не устраивали высокие налоги и франкское руководство, продолжали обращаться к находящемуся в городе князю Торосу с тем, чтобы тот не допустил к власти Балдуина. Однако новоиспеченный граф разоблачил заговор, и, поймав главных его организаторов, изуродовал их, а подозреваемых в соучастии бросил в тюрьму и конфисковал их имущество. Хотя его соучастие не было доказано, князь Торос поспешил в свою крепость в горах со значительной частью приданого — до момента венчания он отдал зятю всего семь тысяч безантов из обещанных 60 тысяч.

### Иерусалимский период
В 1100 году Балдуин унаследовал титул Короля Иерусалима от своего брата Готфрида Бульонского, но жена не последовала незамедлительно за ним на юг. Королева и её придворные дамы совершили путешествие между Антиохией и Яффой по морю, потому что считали наземный транспорт слишком опасным. В то время большинство портовых городов уже находились в руках мусульман, и королеве требовался сильный эскорт для путешествия, поэтому, по-видимому, она не смогла совершить поездку зимой; это могло произойти только в 1101 году. Это подтверждается тем фактом, что 25 декабря 1100 года Арда отсутствовала на коронации Балдуина в Вифлееме.
Во время первой битвы при Рамле в сентябре 1101 года королева Арда Армянская всё ещё находилась в Яффе, когда распространился слух о смерти её мужа, короля Балдуина I, и поражении в битве, она послала воинов в помощь Танкреду Тарентскому. Тот факт, что другому крестоносец получил письмо о том, с известием о смерти короля, предполагает, что королева имела право голоса в государственных делах. В мае 1105 года, узнав о поражении во второй битве при Рамле, королева и двор решили бежать, но сарацины окружили Яффу. Однако король Балдуин смог успешно отбросил врага на исходные позиции.
Арда прибыла в Иерусалим примерно в 1101 году. В период между 1102 и 1108 гг. Балдуин аннулировал брак. Точная дата неизвестна: летописец Вильгельм Тирский датирует развод примерно 1105 годом, а Гвиберт Ножанский — сразу после прибытия королевы. Предположительно Балдуин принял решение развестись, потому что Арда была ему неверна, или, согласно Гилберту Ножанскому, потому что она была изнасилована пиратами (или мусульманином) по пути в Священный город. Однако представляется более вероятным, что она просто не имела политического значения в Иерусалиме, где, в отличие от Эдессы, не было армянского населения. Кроме того, у Балдуина от Арды не было детей. Фуше де Шартр, летописец крестовых походов, сопровождавший Балдуина, даже не упоминает об этом, что, вероятно, означает, что у короля не было законных оснований для аннулирования брака. Вместо этого король, опустив все формальные процедуры развода, просто отправил Арду в монастырь Святой Анны в Иерусалиме. Позже Арда получила освобождение и отправилась в Константинополь, куда бежал и её отец, когда его земли были захвачены.

### В изгнании
Поскольку в монастыре Святой Анны пребывала королева в изгнании, учреждение получило значительные королевские пожертвования. Позже королева Арда смогла покинуть монастырь с согласия короля: как утверждает Вильгельм Тирский, женщина «с ложной историей» попросила у короля разрешения посетить своего отца в Константинополе, чтобы собрать пожертвования для монастыря. Прибыв в Константинополь, Арда сняла с себя сан монахини и воссоединилась со своим отцом, который был сослан туда после того, как его город был захвачен. По свидетельству некоторых летописцев, бывшая царица здесь «отдалась радостям большого города» и жила свободной жизнью.
В 1112 году Балдуин решил жениться на итальянской дворянке Аделаиде Савонской, вдове Рожера I Сицилийского. Брак был устроен, хотя по церковному закону Балдуин всё ещё был женат на Арде Армянской. Патриарх Арнульф де Роол был лишён сана за то, что поддержал этот брак, но был восстановлен Пасхалием II в 1116 году, при условии, что брак будет аннулирован. В 1117 году король серьёзно заболел, и его окружение убедило его, что болезнь была наказанием за незаконный третий брак. Оправившись от болезни, под давлением папы Пасхалия II Балдуин принял решение отправить Аделаиду Савонскую обратно, брак был расторгнут папским легатом. Выслушав слова духовника, король решает вернуть свою законную жену Арду в Иерусалим. По словам историка Бернарда Гамильтона, это вряд ли могло бы произойти [решение вернуть Арду], если бы рассказы о свободном образе жизни королевы были правдой. Алан Мюррей, с другой стороны, считает, что советники короля опасались, что корона попадет в руки сицилийцев, и поэтому король принять решение восстановить статус Арды, чтобы не лишиться титула и сохранить королевство за собой. Тем не менее Арда Армянская отклонила предложение и осталась в Константинополе, и она больше никогда не возвращалась обратно в Иерусалим.
Король Балдуин I Иерусалимский  умер 2 апреля 1118 года. Даты рождения и смерти Арды неизвестны.